# فرودگاه کمپل کانتری
فرودگاه کمپل کانتری (به انگلیسی: Campbell County Airport (Tennessee)) یک فرودگاه همگانی بهره‌برداری هوایی است که یک باند فرود آسفالت دارد و طول باند آن ۱۲۱۹ متر است. این فرودگاه در کشور ایالات متحده آمریکا قرار دارد و در ارتفاع ۳۶۰ متری از سطح دریا واقع شده‌است.